# Randers
 Denne artikel handler om selve byen Randers. Ordet Randers bruges ofte også som en kort betegnelse for Randers Kommune.
Randers er en by i Østjylland med 64.511 indbyggere  (2025), hvilket gør den til Danmarks 6. største by. I Østjylland er Randers den næststørste by efter Aarhus.
Byen ligger ved udmundingen af Gudenåens nordøstlige ende og samtidig i bunden af Randers Fjord med stejle bakker på nordsiden. Helt fra gammel tid har Randers været et vigtigt trafikknudepunkt for nord- og sydgående veje, der mødtes ved det smalle overfartssted ved Randers, hvorfra der også var adgang med skib ud i Randers Fjord. I dag er der togforbindelser til Langå og Hobro fra byens banegård, ligesom alle IC-tog standser her. Randers ligger i den del af det nordøstjyske område, som i folkemunde benævnes Kronjylland.

## Historie
Randers' historie kan spores tilbage til i hvert fald middelalderen. Byen var grundlagt ved mundingen af Gudenåen, ved det der i dag kaldes Randers fjord. Byen har haft betydning som en handelsby gennem dens historie. Der har været flere betydelige personer i Randers' historie bl.a. Niels Ebbesen. Flere forskellige kirker og klostre blev grundlagt i byen. Ved industrialiseringen fik Randers flere forskellige fabrikker og en jernbane. Industrialiseringen medførte en stigning i indbyggertallet fra 7.338 i 1850 til 24.428 i 1916, en udvikling der fortsatte gennem mellemkrigstiden hvorved der var 32.928 indbyggere i 1940. I 2020 er indbyggertallet i Randers by på 62.482.

## Geografi
Vand er stærkt repræsenteret i Randers. Danmarks længste å, Gudenå, løber gennem byen og havnen, og Randers Fjord giver adgang til Kattegat. Borgerne har således direkte adgang til åen fra selve byen ved vådområderne Hornbæk Enge og Vorup Enge. Der er derfor en unik adgang til en alsidig, flot natur, og områderne er rige på fugleliv, ligesom Europæiske Bisonokser græsser i Vorup Enge som et led i Randers Regnskovs rewildingprojekter.

Randers er i øvrigt kendetegnet ved et bakket landskab både i og omkring byen. Randers har tillige fredelige skovområder i Fladbro, og få km uden for byen ligger Fussing Sø mellem bakker og skov. Fussing Sø er et yndet bademål for flere af de lokale.
Randers Naturskole tilbyder oplevelser i naturen og ved åen.

## Transport og infrastruktur
Randers' infrastruktur er præget af beliggenheden ved bunden af Randers Fjord. Sammen med Gudenåen deler fjorden byen op i en nordlig og sydlig del, hvor byens centrum ligger i den nordlige del.
Nordjyske Motorvej går vest om Randers og har frakørsler til flere indfaldsveje. Indfaldsvejene går alle ind til Randers' eneste ringvej, der omkranser centrum. Ringvejen kaldes for Centerringen. Byrådet ønsker, at gøre bymidten inden for Centerringen mere fredelig. I denne forbindelse er det bl.a. foreslået at lukke veje for at forhindre gennemkørsel og nedlægge parkeringspladser.
Randersbro skaber forbindelsen mellem den sydlige og nordlige del af byen, og det er med sine døgnmæssigt 45.000 passerende biler en af Danmarks mest belastede veje. Vest for byen er der via motorvejen forbindelse over Gudenåen, og der er planer om at lave en ny forbindelse øst for byen. Disse planer, som Randers, Syddjurs og Norddjurs Kommuner samarbejder om, involverer en bro eller tunnel ved Assentoft og skal lede den regionale trafik uden om Randers. I planen tages der højde for, at Randers Havn muligvis skal flytte ud omkring den nye forbindelse. Der er herudover tanker om flere broer inde i Randers til at aflaste Randersbro. Et af forslagene er at udvide Centerringen, så den krydser Randers Fjord via Randersbro og en ny bro kaldet Bolværkslinjen, der skal ligge 400 meter øst for Randersbro.
Houmeden i Randers midtby nyder status som Danmarks ældste gågade, og byen har et veludviklet net af gågade i den gamle del af byen.
I 2014 åbnedes "Det nordlige Hængsel" (Ringvej Syd (Randers)), der sørger for en lettere omfart fra Djursland over Randers. Omfartsvejen er beliggende mellem Assentoft og Sdr. Borup og aflaster den øvrige trafik i området og ind i Randers.

### Kollektiv trafik
Uddybende artikel: Randers' bybusser.
Randers har i dag ti bybuslinjer. Fra august 2020 bliver der indført to A-buslinjer med hyppige afgange.

### Lufthavn
Nord for Randers Centrum ligger Randers Flyveplads, der er Østjyllands næststørste. Den er hjem for Randers Flyveklub og har en enkelt landingsbane.
Randers Kommune er endvidere en del af ejerkredsen af Aarhus Lufthavn i Tirstrup, der årligt servicerer omkring 400.000 passagerer. Lufthavnen har i en længere periode været under et stort politisk pres for en eventuel flytning tættere på Aarhus.

## Erhverv
Adskillige danske og udenlandske virksomheder har afdelinger eller hovedkontorer i Randers.
Det multinationale selskab Bombardier har sin danske afdeling i Randers på Toldbodgade, hvor Hvide Mølle blev grundlagt allerede i 1862. Virksomheden producerede passager- og godsvogne til jernbanenettet i Nørrejylland og kom siden under koncernen.
Et af Nordeuropas største slagterier, Danish Crown, har hovedsæde i byen. Randers Handsker blev grundlagt i 1811 i byen og har ligget der siden. Virksomheden har i dag outsourcet størstedelen af produktionen, men der sys stadig på adressen i Randers, og firmaet er i dag en af verdens ældste producenter af handsker.
NOPA blev grundlagt i Randers i 1964, men har i dag deres hovedsæde i Hobro. Vindmøllefabrikanten NEG Micon blev ligeledes grundlagt i byen, men fusionerede med Vestas i 2004. Andre virksomheder tæller i byen tæller AGCO A/S og Dan Dryer.
Detailhandelen er især koncentreret i byens omfattende gågadenet i den gamle del af byen som bl.a. tæller Brødregade og området mellem Borgergade og Østervold med Houmeden, der er landets ældste gågade. I den sydlige ende af byen findes Randers Storcenter, der har omkring 55 butikker.
Fra 1963 til 2018 eksisterede Køsters Motorboghandel, der udelukkende havde motorrelateret litteratur. Samlingen var i 2018 den femtestørste på verdensplan.
Hotel Randers og Hotel Kronjylland har til sammen 150 værelser, men der findes flere mindre moteller og vandrehjem i området.
Randers Amtsavis blev grundlagt i byen i 1810.
Konfektionsfabrikken G. Falbe Hansen eksisterede i byen fra 1872-2009, og var en overgang den største i landet med over 450 ansatte.

## Uddannelse
Randers har uddannelser indenfor folkeskoler, Privat- og friskoler, Specialskoler, Efterskoler, Forberedende Uddannelser, ungdomsuddannelser, Erhvervsuddannelser og videregående uddannelser.

## Kultur
Byens største attraktion er Randers Regnskov, der er Nordeuropas største kunstige regnskov. Det har omkring 350 forskellige plantearter og over 175 forskellige dyrearter, hvoraf mange render frit rundt i de tre kunstige habitater: den afrikanske, den asiatiske og den sydamerikanske. Der er også et slangeterrarium kaldet "Slangehaven" samt et akvarium. Randers Regnskov besøges hvert år af over en kvart million gæster. Randers Regnskoven har i samarbejde med Aage V. Jensens Fonde eksempelvis udsat levedygtige Europæiske Bisonokser i Vorup Enge.
Der findes flere museer i byen. Kulturhuset rummer Randers Kunstmuseum, der har en bred samling af dansk billedkunst fra omkring 1800 og frem til i dag, Randers Stadsarkiv, Randers Bibliotek og fusionsmuseet Museum Østjyllands afdeling Museum Østjylland Randers, der blev oprettet som egnsmuseum for Randersområdet i 1872.
Museum Østjylland har flere adresser i byen; Museum Østjylland Randers,  Håndværksmuseet Randers i kornpakhuset Kejsergården og De Buhlske stuer.
Derudover findes GAIA Museum Outsider Art, Randers Lokalhistoriske Arkiv, Dansk Design Museum og Thor museum Bryggerimuseet for byens øl, Thor. Sparebøssemuseet, der er et specialmuseum dedikeret til sparebøsser åbnede i 1995.

I 2011 åbnede Memphis Mansion (tidligere Graceland Randers), der er en kopi af Elvis Presleys Graceland. Museet rummer effekter med relation til kunstneren og havde over 142.000 besøgende i 2016. 12 km sydøst for Randers ligger Clausholm Slot, der blev opført i 1690'erne.
Det tidligere elektricitetsværk, Værket, danner rammen om mange af byens tilbud i form af musik og teater, og benyttes bl.a. af Randers Egnsteater.
Byens biograf er en del af Nordisk Film Biograferne, og har seks sale.
Hvert år i august (uge 33) finder Randersugen sted, hvor det store trækplaster er Teltet, som har en beliggenhed nede ved Justesens plæne. Her kommer flere af de store danske musikere og spiller. Randersugen er Danmarks største brugergenererede byfest.[kilde mangler]
Rundt om i byen er opstillet flere statuer. Disse tæller bl.a. Den Jyske Hingst af Helen Schou og Niels Ebbesens statue af F.E. Ring for Randers gamle rådhus.

## Arkitektur og byplanlægning
I Randers finder man mange typer af bygninger og byggestile fra forskellige perioder. Byens ældste bygning, Påskesønnernes Gård, kan dateres tilbage til 1460 og ligger på rådhustorvet midt i centrum. Helligåndshuset er ligeledes opført i 1400-tallet, begge i gotisk stil.
1600- og 1700-tallet er repræsenteret ved en række markante bindingsværkshuse i den centrale del af byen, som udgjorde byens oprindelige gadeforløb. Husene kan ses i Brødregade, Nørregade, Kirkestræde, Vestergrave, Vestergade, Store Kirkestræde samt Von Hattenstræde og Nygade. I Storegade finder man også Niels Ebbesens gård fra 1632. Randers gamle rådhus, tegnet af bygmester Christian Jensen Mørup, er opført i 1778-1780 i nyklassistisk stil.
Nyklassicismens indtog i 1800- og 1900-tallet kan ses i Schousgadekvarteret, men også Randers Statsskole fra 1926 er en fremtrædende bygning i denne stil, tegnet af Hack Kampmann.  
En af de arkitekter, som har sat det største aftryk i Randers er Jens Peter Jensen Wærum. Han har tegnet flere af byens markante og kendte bygninger, så som Randers Tekniske Skole, dragonrytterkasernen, vandtårnet på Hobrovej samt bygningerne til Thor-bryggeriet. 

### Nyere tid
Efter byens industri- og fabriksvirksomhed i centrum er lukket ned er der åbnet op for nye bydele og bebyggelse. Bydelen Thors Bakke blev søsat på Thor-bryggeriets område, da bryggeriet lukkede. Området er nu omdannet til boliger, butikker, restauranter og biograf. Af nævneværdige bygninger kan nævnes den fredede hovedbygning samt højhuset Thors Tårn.
En ny bydel tager også form på togfabrikken Scandias tidligere område. Den nye bydel "Sporbyen Scandia" indeholder ligesom Thors Bakke, nybyggede boliger, restauranter, og der afholdes kulturelle arrangementer og messer i de gamle haller, som er bevaret.

## Sport

### Fodbold
Randers FC repræsenterer byen i den bedste danske fodboldrække Superligaen. Klubben blev dannet i 2003 og er en sammenslutning af byens seks lokale klubber: Randers Sportsklub Freja, Dronningborg Boldklub, Kristrup Boldklub, Vorup Frederiksberg Boldklub, Hornbæk Sports Forening og Randers KFUM. Klubben spiller på Randers Frejas licens. Randers FC spiller sine hjemmekampe på Cepheus Park Randers, som blev opført i 2004 og helt færdiggjort i 2015. Randers FC vandt i 2006 Landspokalturneringen i Parken over Esbjerg fB og har siden klubbens dannelse placeret sig overvejende i Superligaens bedre halvdel.

### Håndbold
Randers HK (kvinder) har i en årerække været med i den nationale top. I november 2022 indgav bestyrelsen egenbegæring af konkurs Arkiveret 21. januar 2023 hos  Wayback Machine.
Randers HH spiller i 3. division per 2022-2023.
Begge har/havde hjemmebane i Arena Randers. Begge var/er overbygningsklubber, som er dannet med det formål at skabe elitehold, der får Randers blandt landets bedste.

### Øvrige sportsgrene
Byens placering ved Randers Fjord danner grundlaget for Randers Roklub og andre sportsaktiviteter som Kano og Kajak.
Flere øvrige sportsgrene er samlet i klubben Randers Sportklub Freja, som udover at være en del af de føromtalte overbygningsklubber inden for fodbold og håndbold også har atletik og bordtennis samt triathlon på programmet . Iflg. klubbens eget udsagn råder bordtennisafdelingen over nogle af Danmarks bedste træningsfaciliter, og resultaterne er da heller ikke udeblevet for afdelingen.
Randers Thunder er et amerikansk fodboldhold, der har base i byen, ligesom Randers Dockers er et australsk fodboldhold, der har base i byen. Byens fodboldstadion har flere gange været vært for finalen i den bedste danske række i amerikansk fodbold.
Randers Lions er byens speedwayhold. Holdet kørte i 2011 i den danske 1. division i speedway under Danmarks Motor Union. Holdet vandt i 2010 den danske 2. division med maksimum 36 point for 12 matcher.

### Internationale sportsbegivenheder
Der afholdes også internationale sportsarrangementer i byen. Blandt andet afholdt Randers verdensmesterskabet for schæferhunde i 2006 og igen i 2018, med deltagere fra 50-60 lande. Begge gange på Cepheus Park Randers. I 2013 var Randers vært for EM i strandhåndbold. Dette foregik på Tronholmen i Randers, med specialbygget udendørs arena.
Det danske U/21 landshold i fodbold, har som det seneste fodboldlandshold spillet på Cepheus Park Randers.

## Venskabsbyer
- Lahti, Finland
- Akureyri, Island
- Tivat, Montenegro
- Ålesund, Norge
- Jelenia Góra, Polen
- Västerås, Sverige

## Berømte bysbørn
Et udvalg af kendte og berømte fra Randers omfatter:
Arkitektur
- Inger Exner, født Würtzen (1926-), arkitekt og grundlægger af Exners Tegnestue.
- Johannes Exner (1926-2015), arkitekt og grundlægger af Exners Tegnestue, modstandsmand samt lektor på Arkitektskolen Aarhus.

Kunst
- Sven Dalsgaard (1914-1999), kunstner.
- J.V. Martin (1930-1994), billedkunstner.

Litteratur
- St. St. Blicher (1782-1848), præst og forfatter.
- Jakob Knudsen (1858-1917), præst og forfatter ("Se, nu stiger solen"), nomineret til Nobelprisen.
- Karin Michaëlis (1872-1950), forfatter, debattør og foredragsholder.
- Henrik Pontoppidan (1857-1943), forfatter, modtager af Nobelprisen i litteratur 1917.

Musik
- Flemming "Bamse" Jørgensen (1947-2011), sanger.
- Jytte Pilloni (1951-1997), sangerinde, komponist og skuespiller.
- Rasmus Thude (1989-), sanger.

Politik
- Hans Peter Baadsgaard (1937-), folketingsmedlem.
- Herdis Bjerg - (1920-1973) Byrådsmedlem fra 1970-1973
- Mogens Camre (1936-2016), folketingsmedlem, medlem af Europa-Parlamentet.
- Jonas Dahl (1978-), folketingsmedlem og skatteminister.
- Torben Hansen (1966-), folketingsmedlem, borgmester.
- Michael Aastrup Jensen (1976-), fhv. borgmester, folketingsmedlem.
- Jens Otto Krag (1914-1978), statsminister 1962-1968 og 1971-1972.
- Jesper Langballe (1939-2014), folketingsmedlem.
- Thomas Nielsen (1917-1992), formand for LO 1967-1982.
- Maja Panduro (1982-), folketingsmedlem.

Sport
- Erik Bo Andersen (Den røde Romario) (1970-), fodboldspiller og byrådspolitikker.
- Mikkel Cramer (1993-), fodboldspiller.
- Michael Gravgaard (1978-), fodboldspiller.
- Louis Lundgreen (1901-1976), hækkeløber.
- Peter Rasmussen (1940-), atletikudøver.
- Ruben Sørensen (1954-), atletikudøver.
- Jesper Thygesen (1969-), fodboldspiller.
- Jesper Tørring (1947-) højdespringer. EM-guldvinder 1974.
- Mads Würtz Schmidt (1994-), cykelrytter. U23 verdensmester 2015

Film og teater
- Aksel Hald-Christensen (1918-2012) amatørfotograf
- Henning Camre (1938-), filmfotograf. Bror til politikeren Mogens Camre.
- Hanne Løye (1932-), skuespillerinde.
- Peter Steen (1936-2013), skuespiller.
- Erika Voigt (1898-1952), skuespillerinde.

Andet
- Christian Høeg Andersen (1976-), journalist.
- Erling Bundgaard (1943-), journalist og tv-vært.
- Christian Degn (1979-), journalist og tv-vært.
- Rasmus Elmelund (1988-), journalist.
- Tine Gøtzsche (1967-), journalist.
- Morten Hausborg (1961-), journalist og sportskommentator.
- Jens Henrik Højbjerg (1955-), rigspolitichef.
- Henrik Knudsen (1964-), Elvis-købmand.
- Anders Ladekarl (1960-), økonom, generalsekretær Dansk Røde Kors.
- Ibi Makienok (1975-), journalist.
- Karin Salling (1943-), enke efter Herman Salling.
- Renée Toft Simonsen (1965-), forfatter, psykolog og tidligere fotomodel.
- Henning Primdahl, fiktiv sportsdirektør i Team Easy On fra DR2-serie Drengene fra Angora, taler udpræget randrusiansk dialekt.
- Kai Lundstrøm Pedersen (1950-), it-konsulent som i 2012 blev idømt 30 års fængsel i USA